# Stojan Georgiev Tomovičin
Stojan Georgiev Tomovičin (Стојан Николов Георгиев - Томовичин, Petrič, Pirinska Makedonija, Bugarska, 18. ožujka 1938.), makedonski javni djelatnik u Pirinskoj Makedoniji, borac za nacionalna prava Makedonaca u Bugarskoj.
Stojan Georgiev potječe iz makedonske buntovničke obitelji. Njegov djed po majčinoj liniji, Tomo, po kojemu je i dobio nadimak Tomovičin, bio je utamničen pet godina u turskom zatvoru Edi Kule kao borac za oslobađanje Makedonije od osmanlijskog ropstva. 
Već kao osamnaestogodišnji učenik Stojan Georgiev Tomovičin dolazi u sukob s bugarskim vlastima zbog javno iskazanog stava o postojanju Makedonaca kao zasebnog naroda u odnosu na Bugare i zbog članstva u ilegalnoj makedonskoj organizaciji. Osim učestalih policijskih ispitivanja i maltretiranja, u bugarskim je zatvorima odležao i dvije kazne od po četiri godine. Nakon pada komunizma u Bugarskoj, na tzv. Sastanku ujedinjenja izabran je za prvog predsjednika OMO “Ilinden”.
Usprkos svim prijetnjama i pritiscima u Bugarskoj, Stojan Georgiev Tomovičin aktivno sudjeluje na raznim međunarodnim skupovima na kojima zastupa i brani neotuđivo pravo Makedonaca na dobivanje vlastitih nacionalnih i ljudskih prava.